# Waal
Waal er en flod i Holland, der er en del af Rhinens udløb i Nordsøen. I Holland mødes Rhinen og den lidt sydligere Waal.
51°53′30″N 5°31′15″Ø / 51.891749°N 5.520716°Ø